# افزایش سختی کرنشی
افزایش سختی کرنشی(به انگلیسی: Strain hardening) به پدیده افزایش سختی و استحکام فلزات شکل‌پذیر در هنگام تغییرشکل پلاستیک(دائم یا غیر الاستیک) گفته می شود. گاهی به این پدیده، Work Hardening به معنای "افزایش سختی با کار" یا Cold Hardening به معنای "افزایش سختی سرد" (سرد نسبت به دمای ذوب فلز) نیز گفته می شود.
کار سختی یک نوع استحکام دهی به فلزات با تغییر شکل ماندگار در آن است. این استحکام در نتیجهٔ ایجاد و حرکت نابه‌جایی‌ها درون ساختار کریستال‌های ماده به وجود می‌آید. بسیاری از مواد نشکن با نقطهٔ ذوب بالا مانند انواع مختلفی از پلیمرها می‌توانند با این روش افزایش استحکام یابند.
آلیاژهایی که به عملیات حرارتی قابلیت جوابگویی نداشته باشند مانند فولادهای کم کربن، می‌توانند کار سختی شوند. بسیاری از مواد در دمای پایین قابلیت کار سختی رویشان وجود ندارد مانند ایندیوم در حالی که بقیهٔ مواد می‌توانند سخت‌کاری شوند مانند مس خالص و آلومینیوم.
کار سختی بسته به نوع شرایط می‌تواند مطلوب یا نامطلوب باشد. یک نمونه از نوع نامطلوب کار سختی هنگام ماشین‌کاری رخ می‌دهد؛ وقتی که تیغهٔ برش از روی عدم توجه در ابتدا سطح قطعه‌کار را کار‌سختی می‌کند؛ این عمل باعث آسیب دیدن تیغه در براده برداری‌های ثانویه می‌شود. به بیان دقیق‌تر، عبور اولیه تیغه برش باعث افزایش زیاد موضعی دما شده و با گسترش آن در قطعه‌کار باعث تغییر شکل پلاستیک آن می‌شود و درنتیجه، پدیده کارسختی باعث ضرر به قطعه‌کار یا تیغه شده‌است. بعضی آلیاژ‌ها بیشتر در معرض این مهم هستند؛ مانند آلیاژ اینکونل که باید در روش‌های ماشینکاری درنظر گرفته شود. مثلا برای برخی مواد فلزی که انعطاف‌پذیری برای آنها مطلوب است، مانند فنرها، از آلیاژهایی مخصوص و سفارشی سازی شده باید استفاده شود تا از تغییرشکل پلاستیک(کارسختی) و نیز خستگی جلوگیری شود. لازم به ذکر است که در ادامه از روش‌های عملیات حرارتی برای رسیدن به ویژگی مورد نظر استفاده می‌شود. "افزایش سختی با کار" مشکلی در ماشین‌کاری است که تقریبا همیشه توسط تراشکار ایجاد می شود. این اتفاق نتیجه مستقیم عمل اشتباهی در تراشکاری است، از جمله ابزارهای برش کند و سرعت بیش از اندازه ماشین‌کاری.
یک مثال از کارسختی مطلوب در فرآیند‌های فلزکاری رخ می‌دهد که به‌صورت عمدی تغییر شکل پلاستیک ایجاد می‌شود. این فرآیند سردکاری نامیده می‌شود و تحت دمایی زیر دمای تبلور مجدد، معمولا در دمای محیط، انجام می‌شود. سردکاری به چهار شاخه تقسیم بندی می‌شود: فشردن، خمش، کشش و برش.سردکاری در حین ساخت کلاهک پیچ‌ها و نیز سردکاری در مراحل پایانی ساخت فولاد نورد سرد،  مثال‌هایی از کاربرد سردکاری هست. در این فرآیند، فلز تحت فشار و سرعتی بالا و فولاد ابزار قرار دارد. سردکاری موجب افزایش سختی، استحکام می‌شود.

## تاریخچه
مس از اولین فلزاتی هست که برای استفاده معمول در ابزارها و ظروف مورد مصرف قرار می‌گرفت. این کار به دلیل آن بود که مس از معدود فلزات قابل دستیابی ای بود که فرم اکسیده نشده داشت و احتیاجی به ذوب کردن آن از سنگ معدن نبود. مس به سادگی با گرما دادن و سرد کردن می‌تواند خالص شود. در این مرحلهٔ آنیله شدن مس می‌تواند چکش‌کاری شده، کشیده یا به شکل دلخواهی فرم دهی شود. اما این کار در طول پروسه مس را سخت‌تر و هادی بودن آن را کمتر می‌کند. اگر مرحلهٔ آنیله کردن ورای یم سختی خاصی ادامه یابد، فلز در طول کارکرد خود دچار شکست می‌گردد و باید دوباره چندین بار آنیله شده تا پروسهٔ شکل‌گیری آن تکمیل شود. آنیله کردن در نقطه‌ای که قطعه کار در نزدیکی شکل نهایی خود است متوقف می‌شود. در این حالت محصول نهایی دارای سختی و صلبیت خاص خود است. برای مواد فلزی طراحی شده در راستای پیچیده شدن مانند فنر، آلیاژهای مخصوصی با عملیات حرارتی خاصی مورد استفاده قرار می‌گیرد تا از کار سختی و خستگی فلزات دور باشد و ویژگی‌های خاص را به‌دست آورد. وسایلی که از آلومینیوم و آلیاژهای آن ساخته شده باشند مانند هواپیماها، باید به گونه‌ای طراحی شوند که خمش آن‌ها به حداقل برسد یا به‌طور یکنواخت پخش شود. کاری که در نتیجهٔ کار سختی روی می‌دهد. به این دلیل هواپیماهای جدید آلومینیومی دارای یک عمر کاری معین و تحمیلیای هستند که بعد از آن هواپیما باید کنارگذاشته شود.

## تئوری
قبل از سخت کاری، شبکهی مواد یک طرح تقریباً بی نقص و منظم را به نمایش می‌گذارد. این شبکهٔ بی نقص در هر زمان دلخواهی می‌تواند توسط آنیل شدن به وجود آید یا بازیابی شود. به محض اینکه یک ماده سخت کاری شود، به‌طور قابل ملاحظه‌ای ساختاربندی شده توسط جابجایی‌های جدیدی می‌شود و از بسیاری از جابجایی‌های درون کریستالی به دلیل آرایش هسته جلوگیری می‌شود. این مقاومت در مقابل جابجایی درون کریستالی باعث پیدا شدن مقاومتی در خصوص تغییر شکل ماندگار شده که افزایش سختی ماده را منجر می‌شود. در کریستال‌های فلزی، تغییر شکل غیرقابل بازگشت معمولاً در مقیاس میکروسکپی همراه است که معمولاً با نقص‌هایی به نام جابجایی که توسط نوساناتی در میدان تنش محلی داخل جسم ایجاد می‌شود که در دوباره شکل یافتن شبکهٔ ماده به عنوان تکثیر جابجایی‌ها به حداکثر می‌رسد. در دمای معمولی این جابجایی‌ها با آنیل کردن نابود نمی‌شوند. با انباشته شدن این جابه جایی‌ها و تأثیر متقابل آن‌ها نسبت به یکدیگر به عنوان مانعی برای جلوگیری از حرکت این جابجایی‌ها تأثیر شکفتی دارند. این عامل باعث افزایش کرنش محلی در ماده شده که پس آیند آن کاهش شکل‌پذیری ماده است. سخت کاری در حالت کلی باعث افزایش استحکام ماده در نتیجهٔ افزایش تعداد جابجایی‌ها و کاهش شکل‌پذیری ماده می‌شود. تأثیر سخت کاری می‌تواند توسط آنیله شدن ماده در دمای بالا به حالت اولیهٔ خود برگردد و ماده و حالت کریستال‌های آن به دلیل کاهش تمرکز جابجایی‌ها بازیابی شوند. قابلیت سخت شوندگی ماده می‌تواند توسط آنالیز منحنی تنش کرنش مطالعه شود یا قبل و بعد از پروسه با تست‌های سنجش سختی فهمیده شود.

## تغییر شکل پلاستیک و الاستیک
کار سختی در نتیجهٔ تغییر شکل ماندگار جسم است که با تغییر جسم الاستیک و قابل برگشت تفاوت دارد. کار سختی به‌طور قابل توجهی بر روی اجسام شکل‌پذیر قابل اعمال است. شکل‌پذیری، توانایی مواد برای متحمل شدن تغییر شکل‌های پلاستیک یا ماندگار قبل از وقوع شکست است (برای مثال خمش آهن قبل از شکسته شدن آن). آزمون کشش برای مطالعهٔ مکانیزم تغییر شکل کاربرد فراوانی دارد. آزمون کشش به این دلیل انجام می‌پذیرد که زیر فشار بسیاری از مواد قبل از تغییر شکل پلاستیک یا شکست دچار اتفاقات کوچک و بزرگ بسیاری می‌شوند و به دلیل همین پروسه‌های میانی که در خلال آزمون فشار روی ماده اثر می‌کنند این آزمون را دچار مشکلات فراوانی می‌کنند. یک ماده در حالت کلی می‌تواند زیر یک نیروی کوچک تغییر شکل الاستیک یا قابل بازگشت دهد. در این حالت ماده سریعاً به حالت اولیهٔ خود بازمی‌گردد وقتی که نیروی خارجی حذف شود؛ این قانون به نام تغییر شکل الاستیک وجود دارد که این رفتار در مواد با قانون هوک بیان می‌شود. مواد رفتار الاستیک خود را تا هنگامی که نیروی تغییر شکل دهندهی از محدودهی تعیین شده برای نیروی الاستیک خارج نشود، ادامه می‌دهند. این محدوده به نام تنش تسلیم شناخته می‌شود. در آن نقطه، ماده برای همیشه تغییر شکل می‌یابد و بعد از برداشتن نیرو به شکل اولیهٔ خود بازنمی‌گردد. ای قانون نیز به نام قانون تغییر شکل پلاستیک معروف است. برای مثال این پدیده را در یک فنر می‌توانیم مشاهده کنیم که اگر تا یک حدی نیرو وارد کنیم کشیده شده و سپس به جای اولیهٔ خود بر می‌گردد اما اگر بیشتر از تنش تسلیم به ان نیرو وارد کنیم، دیگر پس از کشیده شدن قابل بازگشت نمی‌باشد. تغییر شکل الاستیک، پیوند اتم‌ها را از حالت تعادل کشش می‌دهد اما آن قدری نیست که باعث شکستن پیوند درونی اتم‌ها شود اما تغییر شکل پلاستیک پیوند داخلی اتم‌ها را شکسته؛ لذا قابل بازگشت نمی‌باشد.

## افزایش نابجایی‌ها و کار سختی
افزایش تعداد نابجایی‌ها تعیین خاصیت یا کمیتی از سخت کاری است. تغییر شکل پلاستیک در نتیجهٔ سخت کاری در ماده رخ می‌دهد. همچنین انرژی نیز به ماده اضافه می‌شود. به‌علاوه انرژی معمولاً سریع و به اندازهی کافی زیاد به ماده اعمال می‌شود که علاوه بر حفظ کردن نابجایی‌های قبلی، تعداد زیادی نابجایی‌های جدیدی در حین سخت کاری مناسب نیز ایجاد می‌کند. استحکام تسلیم ماده در حین سخت کاری افزایش می‌یابد. نگاه کردن به شبکهٔ میدان‌های کششی نشان می‌دهد که در جایی که پر از نابجایی‌ها باشد عامل مهمی برای ممانعت کردن از حرکت هریک از نابجایی‌ها است. به دلیل اینکه حرکت نابجایی‌ها محدودیت پیدا می‌کند، تغییر شکل پلاستیک در تنش‌های معمولی نمی‌تواند اتفاق بیفتد. پس از ناحیهٔ استحکام تسلیم یک مادهٔ سخت کاری شده توسط تنها مکانیزم موجود با تغییر شکل ادامه می‌یابد. این مکانیزم از تغییر شکل الاستیک شروع شده، یک شماتیک منظمی از کشش یا تراکم پیوندهای الکتریکی ادامه می‌یابد و سرانجام تنش آنقدر زیاد می‌شود که بر ناحیهٔ کرنش کششی غلبه می‌یابد و باعث تغییر شکل پلاستیک در ماده می‌شود. خاصیت شکل‌پذیری یک ماده با سخت کاری کاهش می‌یابد. شکل‌پذیری عبارتنداز امتداد آنچه تغییر شکل پلاستیک ماده است است. در واقع اینکه یک ماده چه میزان می‌تواند تغییر شکل پلاستیک پیدا کند قبل آنکه بشکند شکل‌پذیری نامیده می‌شود. یک مادهی سخت کاری شده در واقع همان مادهٔ نرمالی است که در اثر کشش در امتداد یک قسمتی که می‌تواند، در آن تغییر شکل پلاستیک ایجاد شده‌است. اگر نابجایی‌ها حرکت کنند و تغییر شکل پلاستیک به اندازهٔ کافی با نابجایی‌ها انباشته شده باشد و کشش پیوندهای الکتریکی ادامه یابد و تغییر شکل پلاستیک به نقطهٔ بحرانی خود برسد، سومین مرحله از تغییر شکل اتفاق می‌افتد و آن شکست است.